# Radoje Ðerić
Radoje Ðerić –en serbio, Радоје Ђерић– (Trebinje, Yugoslavia, 28 de diciembre de 1991) es un deportista serbio que compitió en remo. Ganó una medalla de bronce en el Campeonato Europeo de Remo de 2012, en la prueba de cuatro sin timonel.

## Palmarés internacional
| Campeonato Europeo | Campeonato Europeo | Campeonato Europeo | Campeonato Europeo |
| Año                | Lugar              | Medalla            | Prueba             |
| ------------------ | ------------------ | ------------------ | ------------------ |
| 2012               | Varese (Italia)    | Medalla de bronce  | Cuatro sin timonel |